# بسکتبال ساحلی
بسکتبال ساحلی یک فرم از بسکتبال است که در نواحی ساحلی بازی می‌شود. این نوع بسکتبال در آمریکا توسط فیلیپ برایانت ابداع شد. این ورزش در آمریکا و آلمان به دو نوع متفاوت انجام می‌شود.

## آمریکا
زمین بسکتبال ساحلی دایره شکل می‌باشد و پشت سبدهای آن نیز تخته وجود ندارد.

## آلمان
در این نوع بسکتبال ساحلی قوانین بازی بیشتر به بسکتبال نزدیک می‌باشند. زمین بازی از زمین بسکتبال کوچکتر است. مسابقات جهانی این ورزش توسط فدراسیون بسکتبال آلمان برگزار می‌شود.